# Estadio Monumental (Lima)
Estadio Monumental to wielofunkcyjny stadion w stolicy Peru, Limie. Na nim swoje mecze rozgrywają drużyna Universitario Lima oraz reprezentacja Peru. Stadion może pomieścić 80 093 widzów, dzięki czemu jest obecnie największym stadionem Ameryki Południowej.

## Historia
Pierwsze plany budowy powstały w 1989, a budowę rozpoczęto w 1991 Inauguracja odbyła się 2 lipca 2000, gdy w meczu fazy otwarcia ligi peruwiańskiej, Universitario de Deportes w obecności 54 708 kibiców pokonało Sporting Cristal 2:0.
23 listopada 2019 w rozegranym tu finale Copa Libertadores Flamengo pokonało 2:1 River Plate, a mecz ten obejrzało go 78 573 kibiców. Był to już czwarty mecz finałowy tych rozgrywek na tym stadionie, ale pierwszy, podczas którego odbył się tylko jeden mecz.
31 maja 2021 roku przed stadionem odsłonięto pomnik poświęcony Teodoro Fernándezowi Meyzánowi.